# Clito (Poseidone)
Clito o Cleitolo (in greco antico: Κλειτώ?, Kleitó) è un personaggio della mitologia greca, madre di dieci figli avuti con Poseidone.

## Mitologia
Il Crizia, uno degli ultimi dialoghi di Platone, racconta che il dio Poseidone s'innamorò di Clito, una bellissima fanciulla che abitava nell'isola di Atlantide, e «recinse la collina dove ella viveva, alternando tre zone di mare e di terra in cerchi concentrici di diversa ampiezza, due erano fatti di terra e tre d'acqua», rendendola inaccessibile agli uomini, che all'epoca non conoscevano la navigazione. Poseidone rese inoltre rigogliosa la parte centrale, occupata da una vasta pianura, facendovi sgorgare due fonti, una di acqua calda e l'altra di acqua fredda.
Sull'isola Clito e Poseidone ebbero dieci figli, il primo dei quali, Atlante, sarebbe divenuto in seguito il governatore dell'impero, mentre ad Eumelo, Anfere, Evemone, Mneseo, Autoctono, Elasippo, Mestore, Azae e Diaprepe spettò il governo di una delle dieci sezioni in cui fu divisa l'isola.
Sempre secondo il Crizia, Poseidone fece erigere un tempio a loro due dedicato: le due mura esterne erano placcate rispettivamente con ottone e stagno, mentre le mura della terza cinta, che comprendevano l'intera cittadella, «risplendevano con la rossa luce dell'oricalco».